# Nestor (Fomin)
Nestor, imię świeckie Nikołaj Dmitrijewicz Fomin (ur. 19 sierpnia?/31 sierpnia 1849 w Jurborku, zm. 6 sierpnia?/19 sierpnia 1910) – rosyjski biskup prawosławny.

## Życiorys
Był synem generała-majora. Ukończył Cesarską Szkołę Prawoznawstwa jako jeden z najlepszych absolwentów w swoim roczniku. Zamierzał następnie podjął naukę teologii na Petersburskiej Akademii Duchownej i zostać mnichem, jednak za radą starca i biskupa Teofana Pustelnika zarzucił te plany. Wstąpił na służbę państwową i w 1870 rozpoczął pracę w Ministerstwie Sprawiedliwości, skąd skierowano go do Wilna, do pracy w sądzie karnym i cywilnym. Po roku został asystentem sekretarza w jednym z departamentów Senatu Rządzącego. Od 1877 pracował w charytatywnym Cesarskim Towarzystwie Miłości Człowieka (ros. Императорскоe Человеколюбивоe общество) pod kierunkiem metropolity petersburskiego Izydora.
W 1881, za wysługę lat w ministerstwie, otrzymał rangę radcy kolegialnego. Trzy lata później został archiwariuszem w sądzie okręgowym w Warszawie, gdzie opiekował się nie tylko archiwum sądowym, ale i niedziałających już dawnych sądów na ziemiach polskich. Aby móc czytać te dokumenty, Nikołaj Fomin nauczył się języka polskiego. Znał również język francuski oraz niemiecki, a w mniejszym stopniu angielski oraz włoski.
W 1887, z błogosławieństwa arcybiskupa chełmskiego i warszawskiego Leoncjusza, zrezygnował ze służby państwowej i podjął studia w Petersburskiej Akademii Duchownej. Na trzecim roku złożył wieczyste śluby mnisze przed rektorem Akademii, biskupem wyborskim Antonim. Przyjął imię zakonne Nestor na cześć św. Nestora Kronikarza. 1 października 1889 przyjął z rąk biskupa Antoniego, w soborze św. Włodzimierza w Petersburgu, święcenia diakońskie. Na kapłana wyświęcono go 2 lutego 1890 w cerkwi św. Katarzyny w tym samym mieście. Rok później ukończył studia ze stopniem kandydata nauk teologicznych i zamieszkał w Ławrze św. Aleksandra Newskiego. W monasterze spędził jednak tylko dwa miesiące, gdyż arcybiskup wileński i litewski Donat uczynił go namiestnikiem monasteru Św. Ducha w Wilnie. W 1892 otrzymał godność archimandryty. Przebywając w Wilnie, archimandryta Nestor zasiadał w radzie szkolnej eparchii wileńskiej i litewskiej i w jej konsystorzu.
Z Wilna wyjechał na własne życzenie w 1895 i osiadł w Ławrze Poczajowskiej. Jeszcze jednak w tym samym roku metropolita petersburski i ładoski Palladiusz mianował go proboszczem dwóch cerkwi Rosyjskiego Kościoła Prawosławnego we Francji: w Pau oraz w Biarritz. W miejscowościach tych zyskał znaczny autorytet.
23 lutego 1901 został nominowany na biskupa bałachnińskiego, wikariusza eparchii niżnonowogrodzkiej. Po raz pierwszy w historii wikariusz tejże administratury został wyświęcony w Niżnym Nowogrodzie. Przeprowadzonej 15 kwietnia 1901 chirotonii biskupiej przewodniczył arcybiskup kazański i swijaski Arseniusz. Biskup bałachniński był również przewodniczącym rady szkół eparchii niżnonowogrodzkiej. W 1902 na polecenie biskupa niżnonowogrodzkiego Nazariusza przeprowadził kontrolę w eparchialnych monasterach.
W listopadzie 1903 został przeniesiony do eparchii czernihowskiej, jako jej biskup pomocniczy z tytułem biskupa nowogrodzko-siewierskiego. Był także przełożonym Jeleckiego Monasteru Zaśnięcia Matki Bożej w Czernihowie. W 1908 brał udział w I wszechrosyjskim zjeździe misjonarzy w Kijowie. W Czernihowie służył do śmierci.